# Birwadi
Birwadi (o Birvadi) è una suddivisione dell'India, classificata come census town, di 7.271 abitanti, situata nel distretto di Raigad, nello stato federato del Maharashtra. In base al numero di abitanti la città rientra nella classe V (da 5.000 a 9.999 persone).

## Geografia fisica
La città è situata a 18° 7' 0 N e 73° 30' 0 E e ha un'altitudine di 114 m s.l.m..

## Società

### Evoluzione demografica
Al censimento del 2001 la popolazione di Birwadi assommava a 7.271 persone, delle quali 3.961 maschi e 3.310 femmine. I bambini di età inferiore o uguale ai sei anni assommavano a 1.132, dei quali 601 maschi e 531 femmine. Infine, coloro che erano in grado di saper almeno leggere e scrivere erano 5.431, dei quali 3.164 maschi e 2.267 femmine.